# Aeroportul Internațional General José María Yáñez
Aeroportul Internațional General José María Yáñez (IATA: GYM, ICAO: MMGM) este un aeroport din Guaymas, Guaymas⁠(d), Sonora, Mexic ce deservește zona Guaymas. Aeroportul a fost tranzitat în 2023 de 5.666 de pasageri. A fost numit după José María Yáñez⁠(d).
Situat la o altitudine de 18 m, aeroportul dispune de o singură pistă. Este operat de Aeropuertos y Servicios Auxiliares⁠(d).